# إقراض أصغر
الإقراض الأصغر أو الإقراض المتناهي الصغر (بالإنجليزية: Microcredit)‏ يشير إلى منح  الائتمان  بكميات صغيرة إلى الفقراء الذين يستبعدون عادة من الخدمات المصرفية التقليدية، نظراً لافتقارهم إلى الضمانات أو إلى الوظائف. ويختلف عن التمويل المتناهي الصغر بأن الأخير يقدم للفقراء النشطين اقتصادياً مجموعة كاملة من الخدمات المالية وغير المالية كما يُعتبر جُزءً منه. واعتباراً من عام 2009، كان هناك ما يقدر بنحو 74 مليون شخص استدانوا قروض صغيرة بلغت قيمتها 38 مليار دولار أمريكي.

## التاريخ

### البدايات المبكرة
يمكن الاطلاع على الأفكار المتعلقة بالقروض الصغيرة في أوقات مختلفة في التاريخ الحديث، مثل جمعية ستار - بوكيت. كما منح جوناثان سويفت صناديق القروض الأيرلندية في القرنين الثامن عشر والتاسع عشر. وفي منتصف القرن التاسع عشر، كتب ليساندر سبونر عن فوائد العديد من القروض الصغيرة للأنشطة الريادية للفقراء كوسيلة للتخفيف من وطأة الفقر. في نفس الوقت تقريباً، ولكن بشكل مستقل، أسس فريدريش ويلهلم رايفايزن أول بنوك إقراض تعاونية لدعم المزارعين في المناطق الريفية في ألمانيا. وفي الخمسينات، بدأ أختر حميد خان بتوزيع الائتمان الموجه للجماعات في شرق باكستان. استخدم خان نموذج كوميلا، حيث يتم توزيع الائتمان من خلال المبادرات المجتمعية. فشل المشروع بسبب زيادة مشاركة الحكومة الباكستانية، والتسلسل الهرمي الذي تم إنشاؤه داخل المجتمعات المحلية حيث بدأ بعض الأعضاء في ممارسة سيطرة أكبر على القروض أكثر من غيرها.

### الإقراض الأصغر الحديث

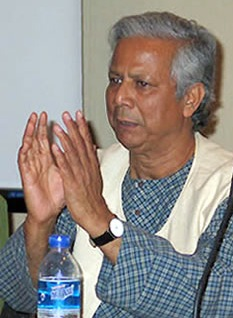
محمد يونس.

تعود فكرة القروض الصغيرة ومتناهية الصغر إلى محمد يونس البنغالي الذي حاز جائزة نوبل للسلام في العام 2006. ويونس الذي كان يعمل في كلية الاقتصاد في جامعة شيتاجونج في دكا فكّر بمساعدة المزارعين الفقراء الذين يرهنون أراضيهم لدى البنوك مقابل قروض مرتفعة الفوائد، فاقترح فكرة «القرض الصغير» والذي يتمّ بموجبه تقديم القروض لعشرات المزارعين، من دون ضرورة للضمانات التي عادةً ما تتطلّبها البنوك التجارية، والتي تؤدي إلى استبعاد الفقراء من المشاركة الاقتصادية لعدم امتلاكهم أيّ أصول تصلح لأن تشكّل ضماناً لما يحصلون عليه من قروض وافتقارهم إلى المال الذي يسمح لهم بالقيام بنشاط اقتصادي. ثم أطلق مشروع «غرامين» في العام 1977 الذي نال صفته المصرفية سنة 1983 وقدّم منذ نشأته حوالى 69.4 مليار دولار كقروض صغيرة سدّد المقترضون 99 % منها. وبذلك، راهن المجتمع الدولي على فكرة القروض المتناهية الصغر للحدّ من الفقر من خلال تمكين الفقراء عموماً، وإتاحة الفرصة أمامهم لزيادة مداخيلهم وإيجاد فرص توظيف جديدة وإنقاذ أنفسهم من دائرة الفقر في وقت الذي يعيش فيه 2.8 مليار من سكان العالم البالغ 6.4 مليار شخص على أقلّ من دولارين يومياً، منهم 1.1 مليار في فقر مدقع وبدخل أقلّ من دولار واحد يومياً (أي تحت خط الفقر). كما عقدت الآمال على دور هذه القروض في الحدّ من عدم المساواة بين طبقات المجتمع، وفي الحدّ من الأمية لأنها -أي هذه القروض- تسمح للفئات المستهدفة بتعليم أولادها.